# Don't Hang Up
Pour plus de détails, voir Fiche technique et Distribution.
Don't Hang Up (littéralement « Ne raccrochez pas ») est un thriller horrifique britannique coproduit et coréalisé par Damien Macé et Alexis Wajsbrot, sorti en 2016.

## Synopsis
En Angleterre, Sam Fuller et Brady Manion sont deux adolescents qui, pour passer le temps, s'amusent à faire des canulars téléphoniques. Lors d'une soirée d'ivresse, leurs canulars téléphoniques deviennent un cauchemar quand un mystérieux étranger retourne leur propre jeu contre eux… avec des conséquences mortelles .

## Fiche technique
- Titre original : Don't Hang Up
- Réalisation : Damien Macé et Alexis Wajsbrot
- Scénario : Joe Johnson[1]
- Direction artistique : Greg Shaw
- Décors : Charlotte Austen et Jabez Bartlett
- Costumes : Miss Molly
- Photographie : Nat Hill
- Montage : Carmela Iandoli et Tim Murrell
- Musique : Aleksi Aubry-Carlson
- Production : Farah Abushwesha, Laurie Cook, Jason Newmark et Romain Philippe
- Sociétés de production : Bigscope Films, Don't Hang Up Films et Wild Spark
- Sociétés de distribution : Vertical Entertainment
- Pays de production :  Royaume-Uni
- Langue originale : anglais
- Format : couleur - 2,35:1 - son Dolby numérique
- Genre : thriller horrifique
- Durée : 83 minutes
- Dates de sortie :
  - États-Unis : 4 juin 2016 (Festival du film de Los Angeles) ; 10 février 2017 (sortie nationale)
  - Royaume-Uni : 22 octobre 2016 (London FrightFest Film Festival)

## Distribution
- Sienna Guillory (VF : Judith Mestre): Mme Kolbein
- Gregg Sulkin[2] (VF : Adrien Solis) : Sam Fuller
- Garrett Clayton (VF : François Creton) : Brady Manion
- Edward Killingback (VF : Renaud Heine) : Roy
- Robert Goodman (VF : Alexandre Coadour) : Larry
- Jack Brett (VF : Jean-Marc Montalto) : Jeff Mosley
- Bella Dayne (VF : Susan Sindberg) : Peyton Greer
- Parker Sawyers (VF : Jacques Albaret) : M. Lee